# Херман Есер
Херман Есер (на немски: Hermann Esser) е германски журналист, известен като редактор на вестника на нацистката партия Фьолкишер Беобахтер и член на Райхстага. В ранната история на партията той е фактически заместник на Адолф Хитлер.

## Биография
Есер е роден в Рьормос. Син на държавен служител, той е образован в гимназията в Кемптен. Като тийнейджър, доброволно се служи през Първата световна война.
Радикален социалист, след като се присъединява към ляв провинциален вестник, за да стажува като журналист. След като преди това формира своя социалдемократическа партия, но тъй като е малка и една от многобройните постремитически партии в Германия и Австрия, бързо се провали разпада.
След като се запознава с Антон Дрекслер чрез работата си, той се присъединява към основателите на Германска работническа партия: Дрекслер, Готфрид Федер и Дитрих Екарт. Есер се присъединява към партията, с членска карта №2. През 1920 г. той се среща с Хитлер в регионалната пресслужба на Райхсвер (армията на Ваймарската република) и през същата година е редактор на Фьолкишер Беобахтер.
През есента на 1920 г. той започва публичните си изяви в Пасау.
Като добър публичен оратор, Есер е в състояние да събуди и насочи недоволните, като им позволи да атакуват политическите срещи на групи и партии, които НСДАП презира. Речите на Есер са описани от автора Луис Снайдер като „сурови, некултурни, с нисък морален характер“, съдържащи ядрото на бъдещите нацистки политики: екстремен национализъм и антисемитизъм. От 1923 до 1925 г. той става първият ръководител на пропагандата на партията, издавайки поредица от постери и книга, нападаща евреите.
Въпреки това, като политически опортюнист, той казва на Хитлер, че е болен и не може да присъства на Бирения пуч през 1923 г., а след това бяга в Австрия. Изключен от партията заедно с Юлиус Щрайхер, той по-късно се завръща в Бавария през януари 1924 г. и е осъден на три месеца затвор. По-късно посещава Хитлер в затвора Ландсберг. Есер става част от новото ръководство на Щрасерите, което заплашват да разделят партията на две. Едва през 1926 г. след завръщането на Хитлер, разцеплението е избегнато.
От 1929 г. до 1933 г. той е лидер на партията в градския съвет на Мюнхен. През 1933 г. е избран за Райхстага, представляващ Горна Бавария – Швабия.
През 1935 г. той убеждава генерал Франц Ритер фон Еп да го направи министър на икономиката на Бавария.

### Скандал
Есер се наслаждава на живота и силата, която му дават медиите и политическата власт с жени, които бързо го вкарват в беда. След като забременява млада жена и отказва да се ожени за нея, тя се обръща директно към Хитлер, който казва на Есер, че трябва да направи правилното. При раждането на детето Хитлер става негов кръстник.
След блудство с непълнолетната дъщеря на бизнесмен, комбинираното отвращение от Щрасер, Щрайхер и Йозеф Гьобелс води до изключването му от НСДАП през март 1935 г. Хитлер казва за него: „Знам, че Есер е разбойник, но ще го държа толкова дълго, колкото ми е полезен“.

### След НСДАП
Знаейки твърде много, за да бъде оставен настрана, са му дадени различни незначителни секретарски роли в партията в Бавария от Хитлер, но далеч от Мюнхен. По-късно той отново е приет от Хитлер и става влиятелен в реорганизацията на партията. След изключването му от политиката в Бавария и Райхстага през 1935 г., Хитлер като канцлер му назначава заместник-секретар по туризма в пропагандното министерство на Райха. През декември 1939 г. става заместник-председател на Райхстага.
Той първо пише и публикува книгата си Die jüdische Weltpest през 1933 г. След погромите от Кристалната нощ от 9 ноември 1938 г., той я преиздава в началото на 1939 г., отново под пресата на НСДАП. Последната му публична поява с НСДАП е като главен гост-говорител на 23-та годишнина на нацистката партия.

### След войната
Арестуван от американците след края на войната в Европа, той е освободен през 1947 г., след като е смятан за незначителен нацистки служител. След това Есер се укрива, за да бъде арестуван отново през 1949 г. от полицията на Западна Германия. Под отговорност по новите „Закони за борба с нацистите в Западна Германия“, той е признат за виновен за „голям нарушител“ и е осъден на петгодишен тежък труд със загуба на граждански права за живот. След това е освободен през 1952 г.
През 1980 г. министър-президентът на Бавария Франц Йозеф Щраус поздравява Есер за 80-ия му рожден ден.
Есер умира в Дитрамсцел, Бавария на 7 февруари 1981 г.